# Ctenogobiops pomastictus
Ctenogobiops pomastictus, Nederlandse naam Zandgrondel is een straalvinnige vissensoort uit de familie van grondels (Gobiidae). De wetenschappelijke naam van de soort is voor het eerst geldig gepubliceerd in 1977 door Lubbock & Polunin.